# Egnasia mesotypa
Egnasia mesotypa là một loài bướm đêm trong họ Noctuidae.